# Frances Teresa Stewart

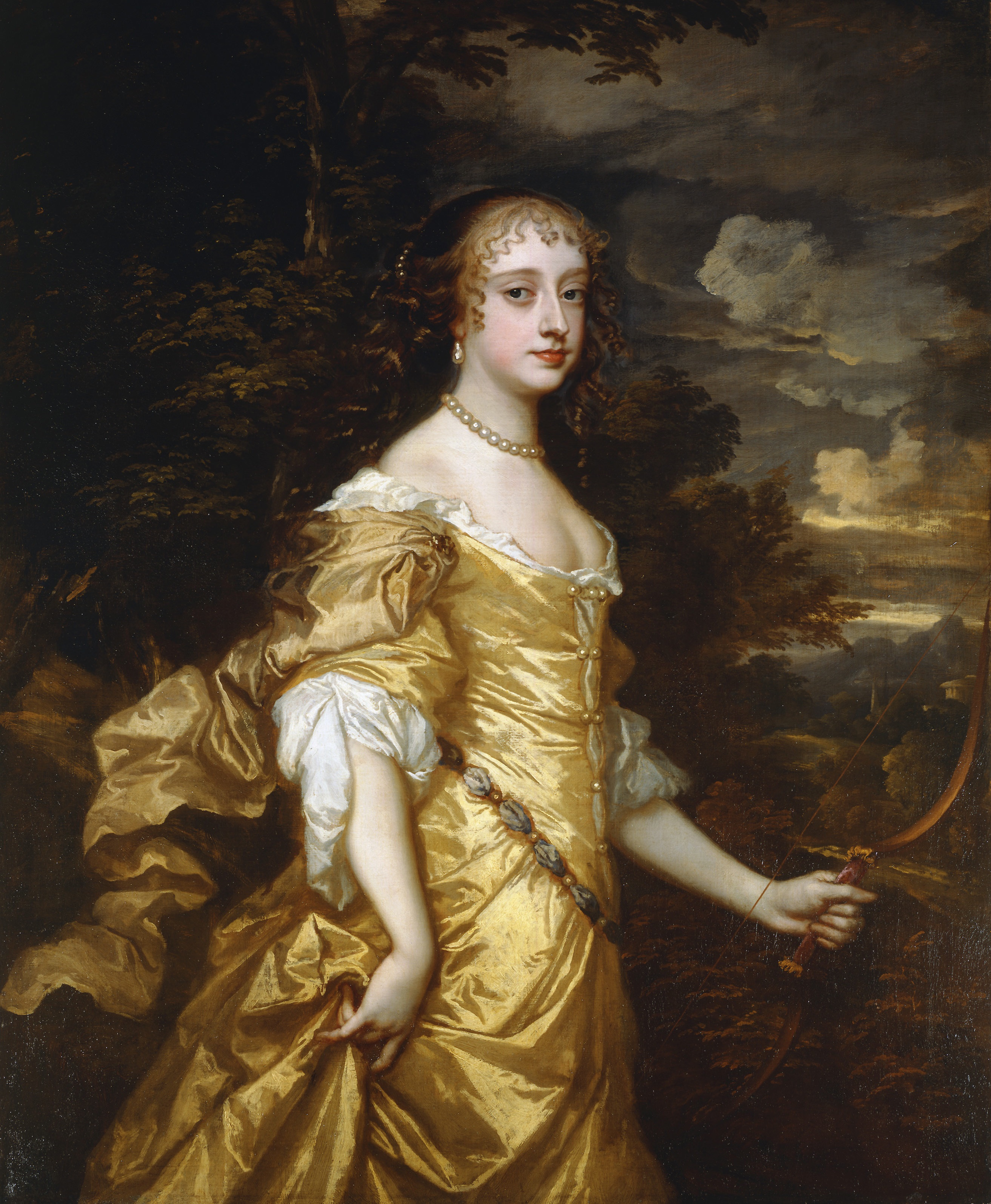
Księżna Richmond i Lennox

Frances Teresa Stewart, księżna Richmond i Lennox (ur. 8 lipca 1647 w Paryżu, zm. 15 października 1702) – angielska arystokratka, słynna z urody (zwano ją La Belle Stuart), odmówiła zostania kochanką króla Karola II. Jej twarz została wykorzystana jako twarzy Britannii, wyidealizowanego symbolu Wysp Brytyjskich.
Była córką Waltera Stewarta, dworzanina królowej Henrietty Marii. Urodziła się we Francji. Do Anglii przyjechała w okresie Restauracji w 1662 r. Uczestniczyła w ślubie króla Karola II i Katarzyny Bragança, a wkrótce potem została Lady-in-Waiting nowej królowej.
Swoją urodą szybko zwróciła na siebie uwagę dworu. Samuel Pepys pisał, że był największą pięknością jaką kiedykolwiek widział. Wśród jej adoratorów znaleźli się książę Buckingham oraz Francis Digby (syn lorda Bristol), a także samego króla. Frances jednak odrzuciła jego zaloty, nie chcąc zostać kochanką władcy. Po zwycięstwach w wojnie z Holandią w 1664 r., król nakazał wybić pamiątkowe medaliony z postacią Brytannii. Wzorem dla tej postaci miała być Frances Stewart. W marcu 1667 r. poślubiła ona księcia Richmond i Lennox. Za ślub bez królewskiej zgody została usunięta z dworu królewskiego.
W 1669 r. zachorowała na ospę. Król przybył wówczas do księżnej i wybaczył jej małżeństwo zawarte bez jego zgody. Po wyzdrowieniu Frances powróciła na dwór królewski. Jej mąż został wkrótce ambasadorem w Danii i zmarł bezpotomnie w 1672 r. Frances cały czas pozostała w kraju zajmując się jego majątkiem. Po śmierci męża jego włości przejęła Korona a wdowie przyznano 1000 funtów rocznej pensji.
Księżna była obecna przy narodzinach Jakuba Franciszka Edwarda, syna króla Jakuba II i podpisywała właściwy certyfikat przed Radą. Zmarła w 1702 r. Dziedziczył po niej jej bratanek, lord Blantyre.